# Куракинский (Орловская область)
Куракинский — посёлок в Свердловском районе Орловской области. Административный центр Красноармейского сельского поселения. Население 493 человек (2010).

## История
Родовое гнездо князей Куракиных.
В 2019 году было торжественное перезахоронение в часовне вновь обретенных останков князя Куракина Алексея Борисовича и его супруги (которые были в XIX веке похоронены в Преображенской церкви, разрушенной в 1943 году).
В сквере его имени был поставлен памятник князю.

## География
посёлок находится в центральной части Орловской области, в лесостепной зоне, в пределах центральной части Среднерусской возвышенности и расположен по обоим берегам реки Неручь.
Уличная сеть
- Площадь: пл. имени князя Куракина
- Переулки: Лесной пер., Почтовый пер., Пришкольный пер.
- Улицы: ул. Почтовая, ул. Преображенская, ул. Промышленная, ул. Славянская, ул. Строительная, ул. Школьная

Географическое положение
Расстояние до
районного центра посёлка городского типа Змиёвка: 12 км.
областного центра города Орёл: 52 км.
Ближайшие населённые пункты
Березовка 1 км, Богородицкое 1 км, Поздеево 1 км, Сандровка 2 км, Хорошевский 3 км, Голятиха 3 км, Никитовка 3 км, Степановка 5 км, Борисовка 5 км, Миловка 5 км, Егорьевка 5 км, Шамшино 5 км, Борисоглебское 5 км, Экономичено 6 км, Ясная Поляна 7 км, Сорочьи Кусты 7 км, Лисий 7 км, Панская 7 км, Ягодное 7 км, Кукуевка 8 км, Емельяновка 8 км

## Население
| 2002 | 2010 |
| ---- | ---- |
| 498  | ↘493 |

Национальный и гендерный состав
По данным Всероссийской переписи, в 2010 году численность населения посёлка составляла 493 человека (225 мужчин и 268 женщин, 45,6, и 54,4 соответственно %%).
Согласно результатам переписи 2002 года, в национальной структуре населения русские составляли 96 % от общей численности в 498 человек.

## Инфраструктура
Почтовое отделение (Почтовый пер, 2)

## Транспорт
Подъезд к автодороге регионального значения 54К-7.
Поселковые (сельские) дороги.